# Chaetarthria punctulata
Chaetarthria punctulata är en skalbaggsart som beskrevs av Sharp 1882. Chaetarthria punctulata ingår i släktet Chaetarthria och familjen palpbaggar. Inga underarter finns listade i Catalogue of Life.